# La Serna
La Serna is een gemeente in de Spaanse provincie Palencia in de regio Castilië en León met een oppervlakte van 12,30 km². La Serna telt 99 inwoners (1 januari 2016).

## Demografische ontwikkeling
Bron: INE, 1857-2011: volkstellingen